# Se & Hör:s Meloditävling 1995
Se & Hör:s Meloditävling 1995 är ett samlingsalbum från 1995 med de svenska dansbanden som medverkade i Se & Hör:s Meloditävling 1995.

## Låtlista
1. En enkel sång om kärleken - Lasse Stefanz
2. Vi rymmer inatt - Jenny Öhlund & Candela
3. På ett tåg i natten - Barbados
4. Du är den jag håller kär - Grönwalls
5. En liten röd bukett - Matz Bladhs
6. Dig ska jag älska - Lasse Stefanz
7. Flyg bort min fågel - Thorleifs
8. En försvunnen värld - Kikki Danielsson & Roosarna
9. En av oss - Anders Engbergs
10. Kärlekens låga - Drifters med Marie Arthuren
11. Du skulle bara veta  - Flamingokvintetten
12. Blå himmel - Wizex